# Monumento de flisak Toruń

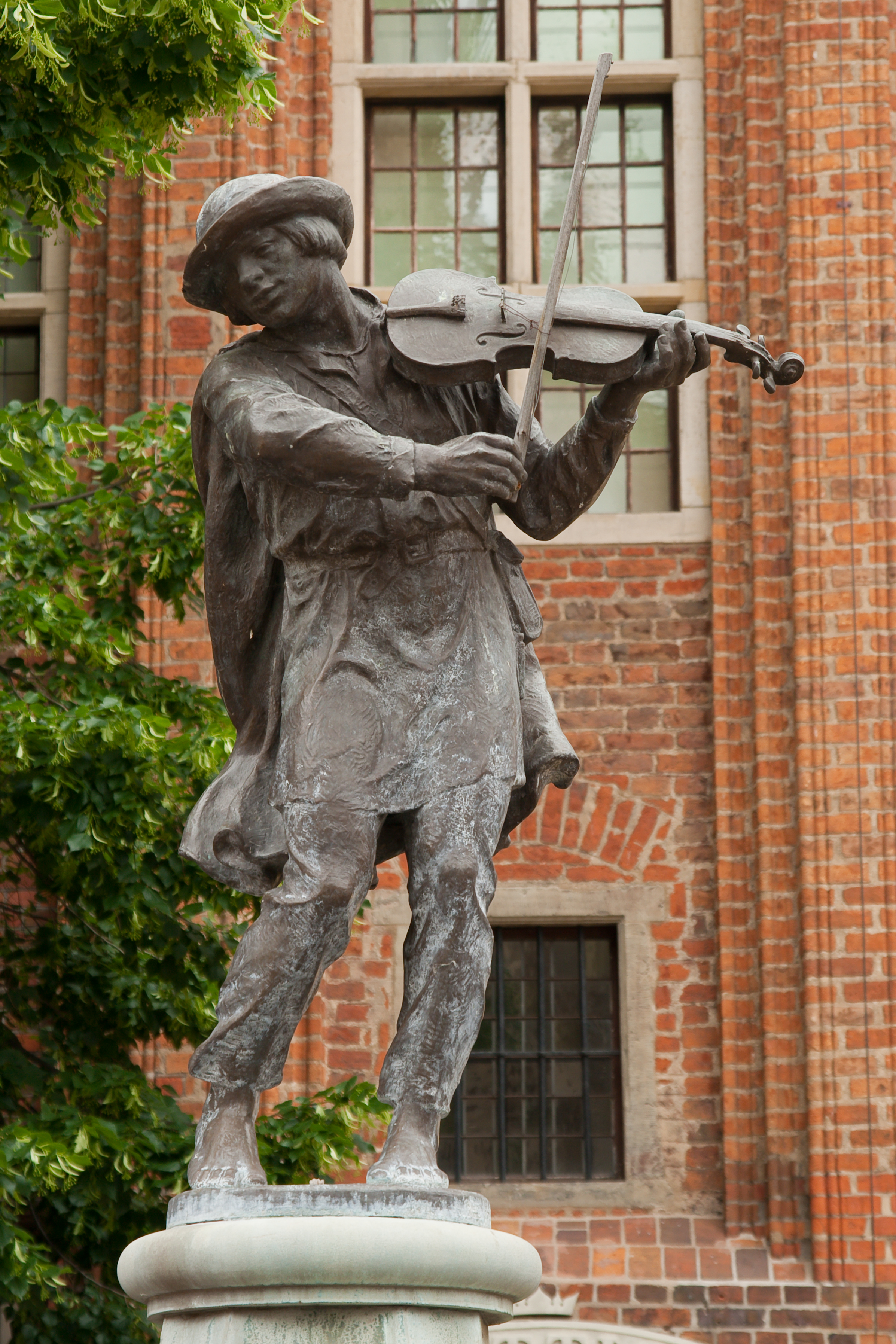
Estatua de flisak

Monumento de flisak Toruń – uma fonte coroada pela estátua de flisak tocando violino.  

## Localização
Monumento fica no terreno do Complexo da Cidade Velha, na parte Ocidental do Mercado da Cidade Velha entre Câmara Municipal da Cidade Velha e a igreja acadêmica de Espírito Santo.

## História
O autor da estátua, Georg Wolf, nascido em Toruń no início do século XX, depois viveu em Berlim. O monumento foi fundado pela burguesia e oficialmente revelado no dia 18 de Junho de 1914 no pátio da Câmara Municipal. No seu posto original o monumento sobreviveu até 1943 quando foi desmontado pelas autoridades Nazi. Depois da Segunda Guerra Mundial, flisak foi posto em vários lugares. No início constituiu um elemento da fonte em frente do Collegium Minus (popular Harmonijka), depois ficou perante da prefeitura, em 1954 foi mudado ao jardim ornamental - o parque criado em vizinhança da Torre Inclinada e os restos do sistema da defesa do Portão do Toruń Velho. Em 1983 monumento-fonte retornou quase ao seu posto original. Foi posto no lado Ocidental do Mercado da Cidade Velha - mais ou menos no posto do monumento do imperador Guilherme I exportado em 1919.

## Característica

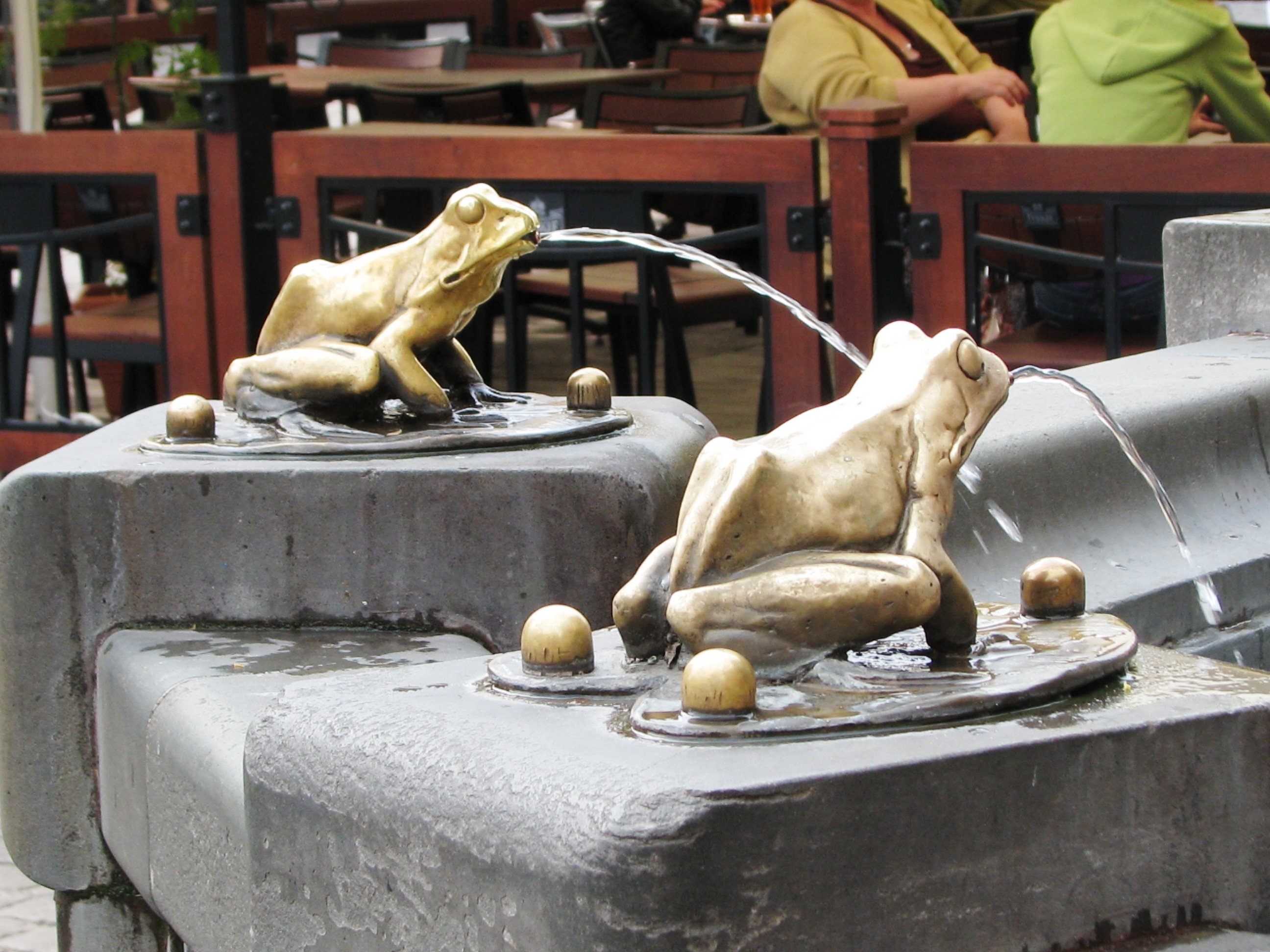
Rãs

No pedestal de arenito está situada a figura de bronze. Todo está rodeado pelo poço feito também de arenito no qual estão situadas oito rãs de latão. Dos focinhos de ras sai a água.

## Lenda sobreflisak
O monumento apresenta, conhecida da lenda urbana, flisak chamado Iwo. Toruń foi o ponto importante no caminho de transporte fluvial de madeira de Gdansk e posto popular do descanso de flisak. O exemplo da presença de flisak em Toruń pode ser único relógio da catedral dos Santos Joãos  - ele aponta o rio não a cidade. Lenda diz que num ano por causa duma inundação ou, como dizem outras versões da lenda, de maldição lançada pela mendiga banida da cidade, Toruń foi invadido por rãs. Répteis foram incômodos para cidade no tal grau que o prefeito nomeou muitos dinheiros e a sua filha como o prêmio para a pessoa que livra a cidade de rãs. Só flisak, chamado Iwo, atingiu este objetivo. Rãs ouvindo a toca do violino de flisak reuniram-se e saíram da cidade com ele pelo Portão de Chełmn até aos terrenos do bairro contemporâneo Mokre. Ali flisak acabou a tocar e rãs permaneceram nos terrenos molhados do Mokre.

## Monumento deflisakem cultura
●  A figura de flisak e o símbolo do festival anual da cultura dos países bálticos Probaltica.
●  Rãs de Ouro, Prata e Bronze atribuídas durante do festival Camerimage estão as réplicas desses do monumento de flisak. Primeiras sete edições deste festival aconteceram-se em Toruń.

## Prêmios
Toruń com a quantidade de 2609 dos votos venceu no plebiscito das cidades com os fontes mais belos na Polônia. A competição foi organizada em 2016 pelo Portal Comunal.

## Galeria

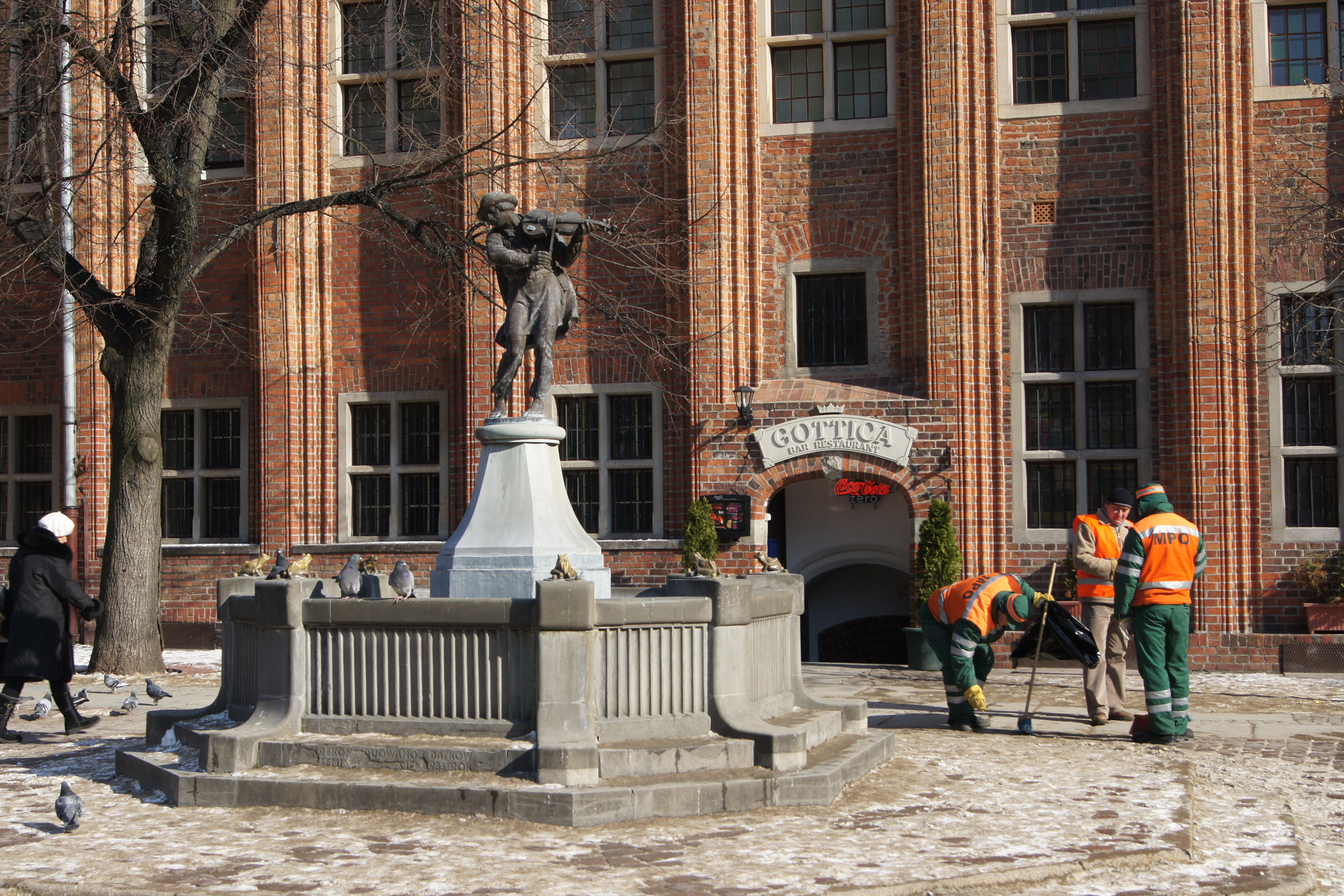
Primavera
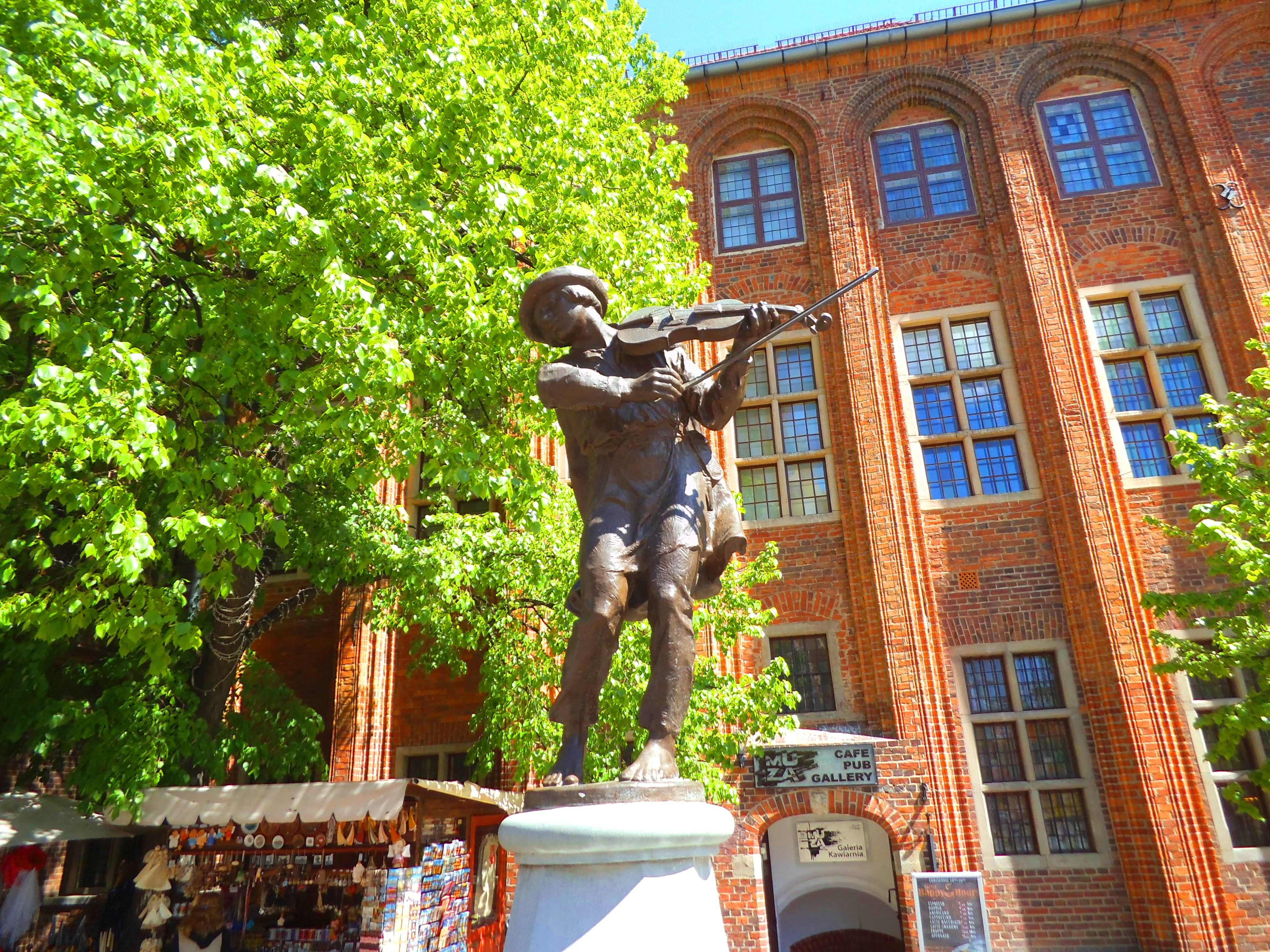
Verão
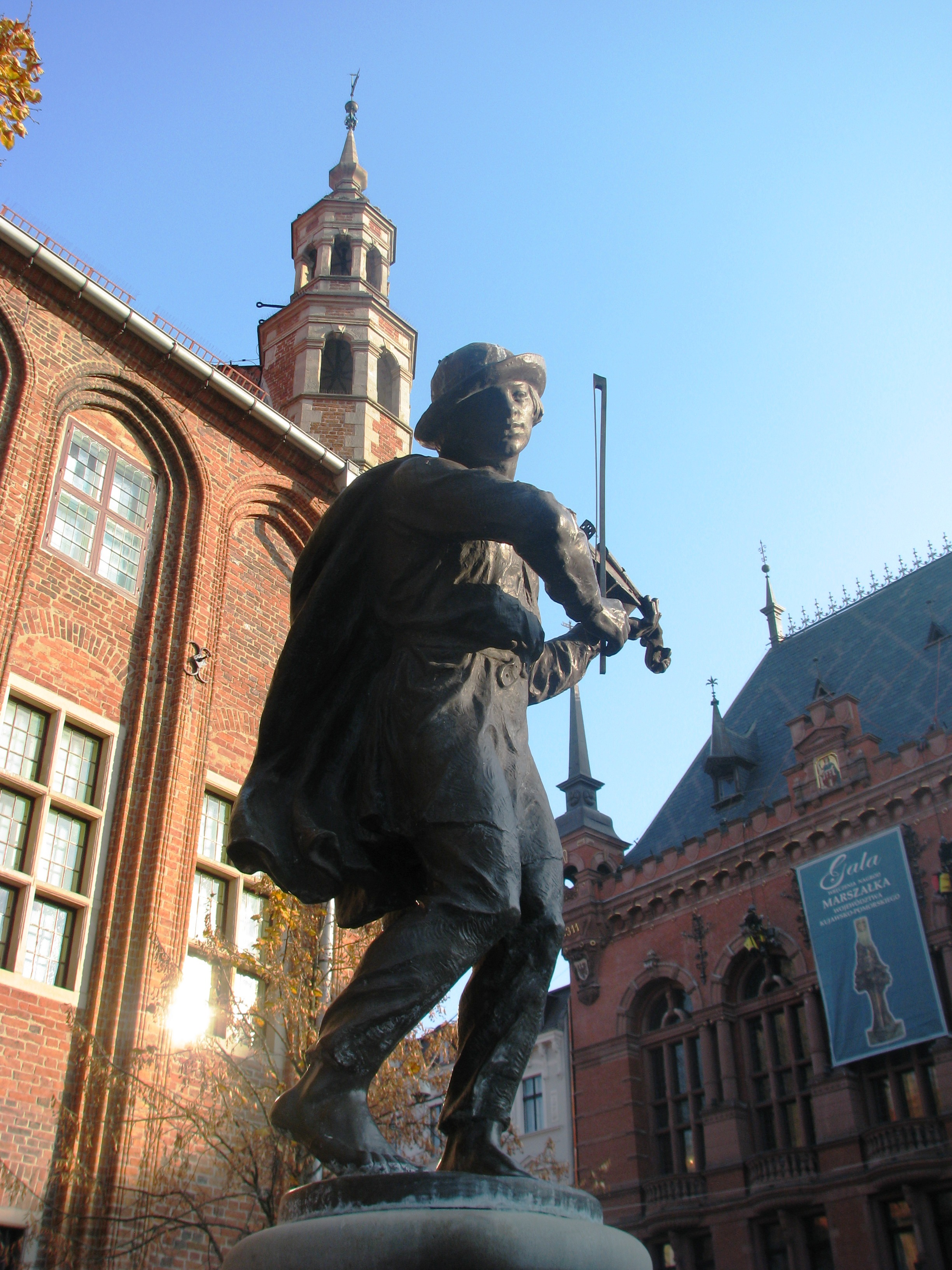
Outono
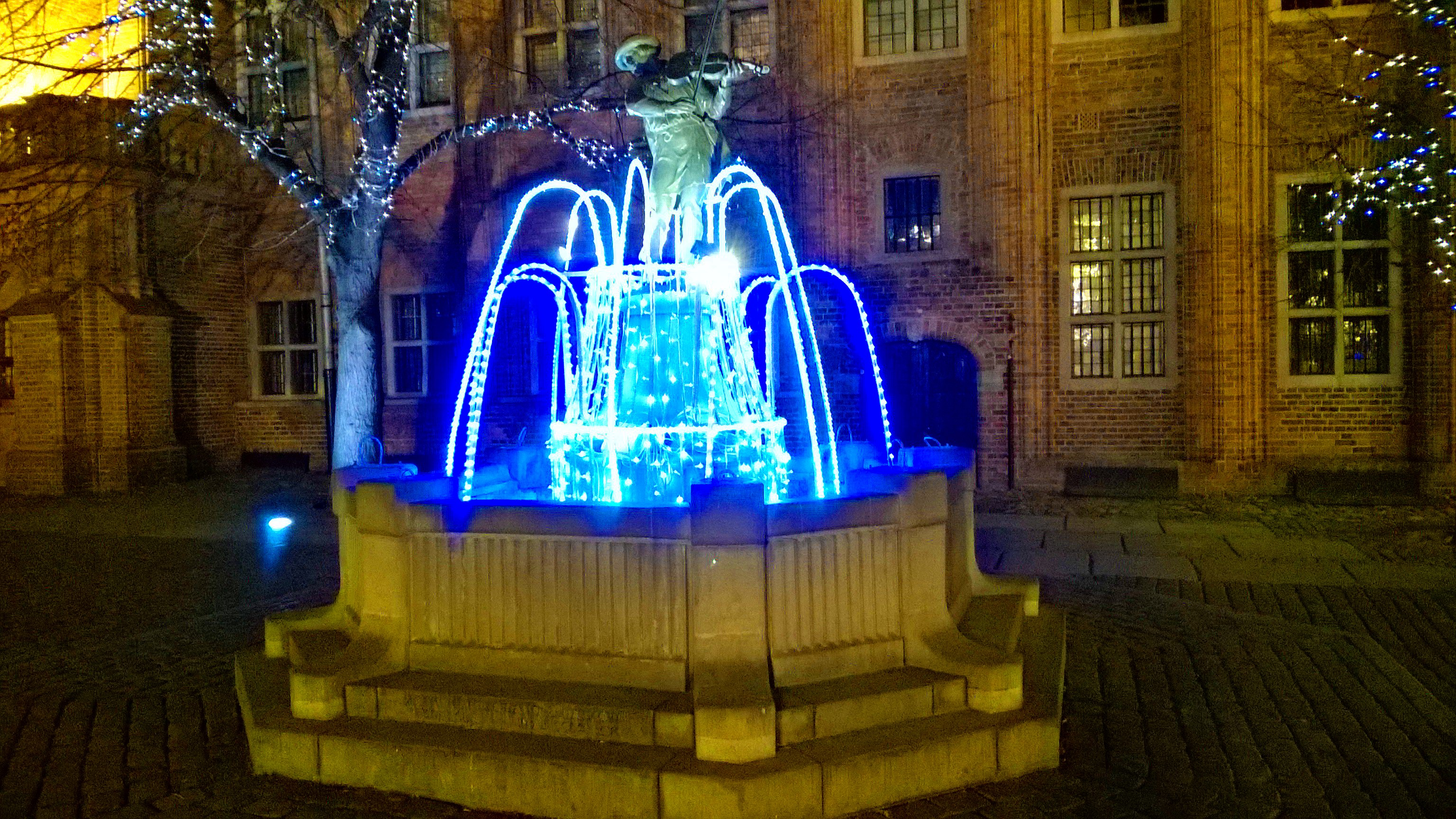
Inverno